# Verlag Vittorio Klostermann

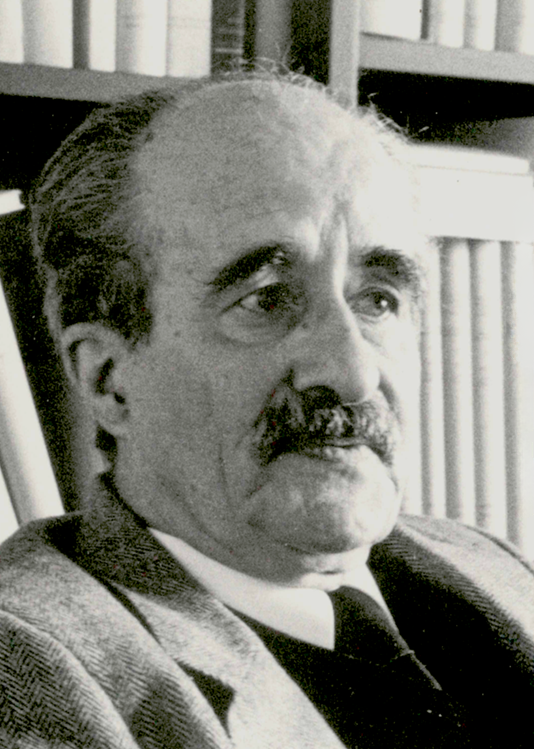
Vittorio Klostermann (1901–1977)

Der Verlag Vittorio Klostermann mit Sitz in Frankfurt am Main ist ein Wissenschaftsverlag mit Schwerpunkt Geisteswissenschaften, insbesondere Philosophie.

## Geschichte

### Gründung des Verlags und das Programm bis 1945
Im Jahr 1924 trat der 22-jährige Verlagsbuchhändler Vittorio Klostermann in die Firma Universitätsbuchhandlung und Verlag Friedrich Cohen in Bonn ein. Er übernahm zunächst Aufgaben im Antiquariat, wenig später auch im Verlag. Nach dem Tod Fritz Cohens 1927 übertrug dessen Witwe Hedwig Bouvier Klostermann die Leitung der geisteswissenschaftlichen Verlagsabteilung.
Zwischen 1928 und 1930 erschienen dort u. a. Werke von Hans Lipps, Günther Anders, Friedrich Dessauer, Martin Heidegger und Karl Mannheim. Durch die Weltwirtschaftskrise geriet die Cohen’sche Firma jedoch in ökonomische Schwierigkeiten, die verlegerische Arbeit musste im Wesentlichen eingestellt werden. Klostermann verließ 1930 deshalb das Unternehmen, um sich selbständig zu machen.
Bereits am 1. Oktober des Jahres gründete er in Frankfurt am Main einen Verlag und ein Antiquariat unter eigenem Namen. Dabei boten ihm die zahlreichen Autoren-Kontakte, die er bei Cohen geknüpft hatte, einen breiten Grundstock. Die erste Veröffentlichung des Verlags war Jugend ohne Goethe des Germanisten Max Kommerell. In den Jahren nach der Gründung waren es aber überwiegend Philosophen, mit denen Klostermann zusammenarbeitete. Vor allem durch die Beratertätigkeit Martin Heideggers und den engen Kontakt zu den „Marburgern“ in seinem Umfeld entwickelte sich die phänomenologische Ausrichtung des philosophischen Programms. Sie bleibt mit Namen wie Otto Friedrich Bollnow, Walter Bröcker, Eugen Fink, Hans-Georg Gadamer, Friedrich-Wilhelm von Herrmann, Hans Lipps, Herbert Marcuse und anderen verknüpft.
Das in der Anfangszeit fehlende wissenschaftliche Lektorat kompensierte Klostermann durch intensiven Briefwechsel mit den Autoren. Bis 1938 trug der Verlag sich nicht selbst, das Antiquariat war nötig, um Verlagskosten und Lebensunterhalt zu decken.
1934 verlegte Klostermann die „Einführung in die Philosophische Anthropologie“ des kurz zuvor ins Exil gegangenen Paul Ludwig Landsberg. Ab 1937 brachte Klostermann Hanns W. Eppelsheimers „Handbuch der Weltliteratur“ heraus, was ein Risiko für den Verlag darstellte, weil in dem Werk dem Regime missliebige Autoren wie Heinrich Heine und Karl Marx aufgeführt wurden. Der Autor, Sozialdemokrat und mit einer Jüdin verheiratet, war 1933 als Direktor der Darmstädter Landesbibliothek entlassen worden. Im Jahr 1939 formulierte der Chef des Sicherheitshauptamtes in Berlin „zahlreiche Bedenken politischer und weltanschaulicher Art“ gegen den Verlag. 1944 verlor Klostermann die Zulassung, im selben Jahr wurden bei einem Luftangriff auf Freiburg die dorthin ausgelagerten Buchbestände des Verlags zerstört.
1945 erhielt der Verlag die Lizenz Nr. 14 der amerikanischen Militärregierung und konnte neu beginnen. Klostermann hatte den Militärbehörden eine Liste von Titeln übergeben, die während des „Dritten Reiches“ verboten oder unerwünscht waren.

### Das Verlagsprogramm seit 1945

#### Philosophie
Zum bekanntesten Verlagsprojekt wurde die 1975 begonnene Martin Heidegger Gesamtausgabe: 99 der auf 102 Bände veranschlagten Ausgabe sind bis zum Jahr 2024 erschienen. Die Publikation der Schwarzen Hefte (Band 94 ff.) ab 2014 hat die Diskussion um Heideggers Position während der NS-Zeit neu entfacht. Eine Bibliographie der Universität Siegen zu den Schwarzen Heften verzeichnet für die Jahre 2013 bis 2016 knapp 1.000 Einträge. Heideggers Nachlassverwalter und der Verlag gerieten wegen ihrer Editionspraxis in die Kritik: Wie war es möglich, dass erst jetzt, 38 Jahre nach Beginn der Gesamtausgabe, massive antijüdische Äußerungen Heideggers an die Öffentlichkeit gelangten? Zur Klärung der Vorwürfe wandte sich Verleger Vittorio E. Klostermann an die Herausgeber und bat um Aufklärung über eventuelle Glättungen oder Streichungen in den von ihnen herausgegebenen Heidegger-Bänden. In die daraufhin aufflammende Debatte mischte sich der Verleger u. a. mit Stellungnahmen und Leserbriefen ein.
Der ursprünglich phänomenologische Schwerpunkt des philosophischen Verlagsprogramms wurde in den 80er Jahren erweitert; die Publikationen des Verlags decken seither fast alle Richtungen des Fachs ab, von der Philosophiegeschichte bis zur Analytischen Philosophie, von Werner Beierwaltes, Kurt Flasch und Dieter Henrich bis Maurizio Ferraris, Andreas Kemmerling und Wolfgang Künne. Im Jahr 2019 übernahm Klostermann die Fortsetzung – nach einer Unterbrechung von 18 Jahren – der im Wiener Springer-Verlag gegründeten Wiener Ausgabe der Schriften Ludwig Wittgensteins.

#### Rechtsgeschichte
Den größten Anteil am rechtshistorischen Verlagsprogramm nehmen mit über 450 Bänden seit 1967 die Publikationen des Max-Planck-Instituts für europäische Rechtsgeschichte ein. Die umfangreichste Reihe des Instituts sind mit 346 Bänden (Stand Februar 2024) die Studien zur europäischen Rechtsgeschichte. Seit 1995 erscheint zudem eine auf 32 Bände ausgelegte Dokumentation zur Geschichte der Grundgesetzes, begründet und bis zu seinem Tod 2021 herausgegeben von dem Verfassungsrechtler Hans-Peter Schneider. Seit 2012 publiziert der Verlag die Schriftenreihe „Recht als Kultur“ des Käte-Hamburger-Kollegs in Bonn.